# بابی الزورث
بابی اِلزوُرث (به انگلیسی: Bobby Ellsworth) که با نام مستعار بلیتز هم شناخته می‌شود خوانندهٔ گروه ترش متال آمریکایی آورکیل است. او از سال ۱۹۸۰ در آورکیل عضویت دارد و تنها خوانندهٔ گروه از آن زمان تابه‌حال بوده است.
الزورث و بابی گوستافسن(گیتار الکتریک) قبل از آورکیل در یک گروه پانک به نام «The Lubricunts» عضو بودند و پس از فروپاشی آن گروه به همراه رت اسکیتس و دی دی ورنی آورکیل را بنیان گذاردند. آن‌ها اولین دموی گروه را در سال ۱۹۸۳ با نام Power In Black ضبط کردند و فعالیت رسمی گروه از سال ۱۹۸۴ آغاز شد. آورکیل اولین آلبوم استودیوئی‌اش را یک سال بعد و با نام Feel the Fire منتشر کرد.
بابی الزورث اغلب به خاطر گسترهٔ وسیع صدایش مورد توجه بوده است. جنس صدا و شیوهٔ خواندن او در سال‌های آغازین خوانندگی‌اش به بروس دیکینسون-خوانندهٔ آیرن میدن- شباهت داشت. او بعدها با خشن‌تر و کوبنده‌تر کردن صدایش خود را با موسیقی آورکیل سازگارتر کرد.